# Ђуро Петровић
Ђуро Петровић (Грађани, код Цетиња, август 1914 — Купрес, 13. август 1942) био је учесник Народноослободилачке борбе и народни херој Југославије.

## Биографија
Рођен је августа 1914. у селу Грађани, код Цетиња. Потиче из сиромашне сељачке породице. Четири разреда основне школе, завршио је у родном селу, а потом је од дванаесте године почео да ради као надничар код имућнијих сељака.
Као млад радник, повезао се са радничким покретом и 1934. постао члан Комунистичке партије Југославије. Због партијског рада, више пута је прогањан од полиције, а фебруара 1935. провео је месец дана у затвору. Тада је са групом другова осам дана штрајковао глађу, после чега су пуштени на слободу. Поново је хапшен 1938. у Бару и 1939. на Цетињу. У периоду од 1936. до априла 1941. морао је да се редовно јавља у жандармеријску станицу на Цетињу.
После Априлског рата и окупације Краљевине Југославије, 1941. године, активно је радио на организовању устанка у Цетињском крају — сакупљао је и скривао оружје, окупљао и обучавао омладину у руковању оружјем, политички је радио са народом и др. У току Тринаестојулског устанка народа Црне Горе, налазио се у Грађанско-радомирско-гађском одреду. На самом почетку устанка 18. јула 1941, у првој борби против италијанске моторизоване колоне на путу Цетиње—Будва, код Брајића, истакао се као пушкомитраљезац.
Новембра 1941, налазио се међу добровољцима, који су ступили у Ловћенски батаљон Црногорског одреда за операције у Санџаку. Са овим Одредом учествовао је у нападу на Пљевља, 1. децембра 1941. године. Почетком децембра, налазио се међу 13 добровољаца, који су се пробили кроз непријатељске положаје и сахранили четири погинула борца, код села Бучја. Тада је изгубио везу са батаљоном, и после двадесет дана тражења, успео је да са још седам другова, стигне у Рудо, где је његов батаљон тада постао Први батаљон Прве пролетерске ударне бригаде.
Због упале плућа, коју је добио током тражења батаљона, није ступио у Прву пролетерску, већ је упућен у Црну Гору на лечење. После оздрављења, постављен је за командира чете у Батаљону „13. јул” Ловћенског партизанског одреда. Са овим одредом је водио низ борби у околини Цетиња, а потом је током Треће непријатељске офанзиве, водио борбе у Катунској нахији и борбе и маршеве првацем Грахово—Бањани—Голија, па кроз Пиву и Сутјеску.
Јуна 1942. ступио је у Четврту пролетерску црногорску ударну бригаду, са којом је учествовао у борбама на Трескавици и Иван-седлу. Погинуо је приликом напада на Купрес, у ноћи 13/14. августа 1942. године.
Указом Врховног штаба НОП и ДВЈ, августа 1942, проглашен је за народног хероја, међу првим борцима НОВ и ПОЈ. У „Билтену Врховног штаба” бр. 17-19 о проглашењу Ђура Петровића за народног хероја пише:
На предлог Штаба IV НОПУ бригаде, додељује се назив народног хероја другу Ђуру Петровићу, сељаку из Љуботиња (Црна Гора) најбољем борцу IV бригаде. Као члан КПЈ погинуо је херојском смрћу код Купреса 14. августа о. г. Друг Ђуро Петровић је био од првих дана црногорскога устанка пушкомитраљезац. У Пљевљима му је топовска граната разнијела пушкомитраљез. Добио је други, и са њиме је у јуришу на Купрес косио усташке звијери док није пао и сам погођен узвикнувши: »Живјела Народноослободилачка борба, живио...« окрену се на леђа и издахнуо.